# Hors de combat
Ne doit pas être confondu avec Hors-combat.

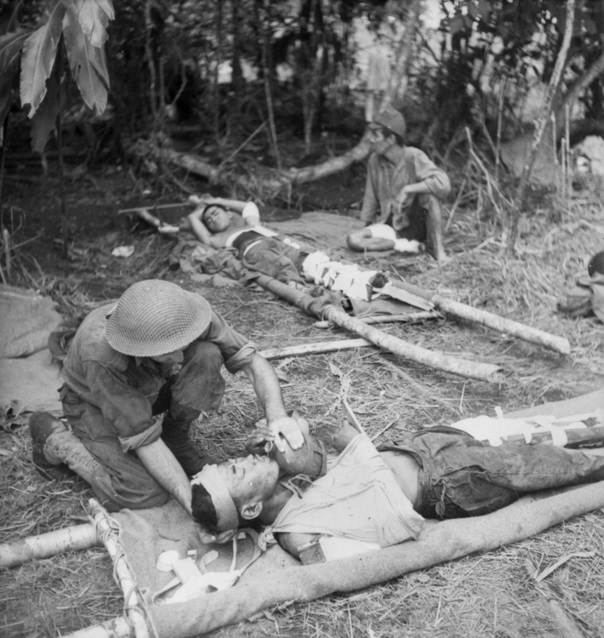
Soldat japonais blessé et soigné, 1942.

Hors de combat est une expression utilisée en droit international pour qualifier des soldats qui sont devenus incapables de combattre.
En droit international et en diplomatie, l'expression renvoie aux personnes qui ne sont pas en mesure de remplir leur devoir au combat pendant une guerre. Il peut s'agir de personnes parachutées d'un avion en perdition ainsi que des personnes malades, blessées, prisonnières ou dans l'incapacité de participer aux opérations. Les personnes hors de combat bénéficient de protections particulières dans le cadre du droit de la guerre, y compris le statut de prisonnier de guerre, et sont officiellement considérées comme des non-combattantes.
Conformément aux conventions de Genève en 1949, les combattants illégaux mis hors de combat bénéficient des mêmes protections et doivent être traités de façon humaine pendant leur captivité ; en revanche, contrairement aux combattants légaux, ils sont passibles de procès civil et d'une peine (y compris la peine capitale si la puissance qui détient le prisonnier prévoit ce châtiment pour les crimes commis).
Le Protocole I des conventions de Genève définit la mise hors de combat :

« Article 41. Sauvegarde de l'ennemi hors de combat.

2. Est hors de combat toute personne :

a) qui est au pouvoir d'une Partie adverse,

b) qui exprime clairement son intention de se rendre, ou

c) qui a perdu connaissance ou est autrement en état d'incapacité du fait de blessures ou de maladie et en conséquence incapable de se défendre, à condition que, dans tous les cas, elle s'abstienne de tout acte d'hostilité et ne tente pas de s'évader. »

## Dans la littérature
Dans le chapitre XII de Vingt mille lieues sous les mers de Jules Verne, le Capitaine Nemo déclare :

« - Monsieur le professeur, j'en suis fâché pour l'un des meilleurs navires de cette brave marine américaine mais on m'attaquait et j'ai dû me défendre ! Je me suis contenté, toutefois, de mettre la frégate hors d'état de me nuire − elle ne sera pas gênée de réparer ses avaries au port le plus prochain. »